# John McNab
John McNab (* 1934 oder 1935; † 3. Oktober 2020 in Rehoboth) war ein Kaptein Rehoboth Baster im Rehoboth Gebiet in Namibia. 
1971 war McNab Mitgründer der Rehoboth Baster Association (RBA), ehe er diese 1977 verließ, um die Rehoboth Democratic Party zu gründen.
McNab gewann die Wahl zum Kaptein am 11. Januar 1999 mit 40,8 Prozent der Stimmen unter anderem vor dem kommissarischen Kaptein Dap Izaak. Er unterzeichnete am 17. Mai 2008 die Mitgliedschaft der Rehoboth Baster bei der Unrepresented Nations and Peoples Organization (UNPO).
2016 wurde McNab für sein Engagement um das Afrikaans mit dem Köcherbaum-Preis des Afrikaanse Taalraad (zu Deutsch etwa Afrikaanser Sprachenrat) ausgezeichnet. 2018 übergab er aus gesundheitlichen Gründen das Amt kommissarisch an Martin Dentlinger.
McNabs Großvater, der schottischer Abstammung war, wurde 1880 am Waterberg ermordet.